# Edgar Irmscher
Edgar Irmscher, född 17 augusti 1887, död 3 maj 1968, var en tysk botaniker.
Edgar Irmscher blev filosofie doktor i Leipzig 1911, extraordinarie professor i Hamburg 1923 och professor vid lantbrukshögskolan i Hohenheim vid Stuttgart 1943. Irmscher utgav Über die Resistenz der Laubmoose gegen Austrocknung und Kälte (i Jahrbücher für wissenschaftliche Botanik, 50, 1911), Pflanzenverbreitung und Entwicklung der Kontinente, 1-2 (i Mitteilungen aus dem Institut für allgemeine Botanik in Hamburg, 5, 1922, respektive 8, 1929) med växtgeografiska belägg för Alfred Wegeners teori om kontinentförskjutning och Die Begoniaceen Chinas (Mitteilungen aus dem Institut für allgemeine Botanik in Hamburg, 10, 1939) samt redigerade avdelningen Systematische und genetische Pflanzen-geographie i Fortschritte der Botanik.